# Myonia ovia
Myonia ovia är en fjärilsart som beskrevs av Druce 1893. Myonia ovia ingår i släktet Myonia och familjen tandspinnare. Inga underarter finns listade i Catalogue of Life.